# سايوز TMA-13
سويوز تى ام ايه-13 (بالروسية: Союз ТМА-13) هي بعثة تابعة لبرنامج سويز انطلقت في مهمة فضائية إلى محطة الفضاء الدولية (أي اس اس). انطلقت المركبة الفضائية بواسطة صاروخ سويوز - أف جي عند الساعة 07:01 يوم 12 أكتوبر 2008. انفصلت في تمام الساعة 02:55 يوم 8 نيسان 2009، وقامت بالهبوط بتمام الساعة 07:16.